# Interculturalismo
O interculturalismo, ou interculturalidade, refere-se ao apoio à interacção do diálogo intercultural e às tendências de autossegregação desafiadoras dentro das culturas. O interculturalismo envolve também ir além da mera aceitação passiva de um facto multicultural de múltiplas culturas efectivamente existentes numa sociedade e, em vez disso, promove o diálogo e a interacção entre as culturas.
A expressão também define um movimento que tem como ponto de partida o respeito pelas outras culturas, superando as falhas de relativismo cultural, ao defender o encontro, em pé de igualdade, entre todas elas.
O interculturalismo propõem-se a promover os seguintes objetivos:
- Compreender a natureza pluralista da nossa sociedade e do nosso mundo;
- Promover o diálogo entre as culturas;
- Compreender a complexidade e riqueza das relações entre diferentes culturas, tanto no plano individual como no comunitário;
- Colaborar na busca de respostas aos problemas mundiais que se colocam nos âmbitos sociais, económicos, políticos e ecológicos.

Dado que não se pode considerar que qualquer cultura tenha atingido o seu total desenvolvimento, o diálogo entre os povos de diferentes culturas é o meio de possibilitar o enriquecimento mútuo de todas elas. O interculturalismo propõe, assim, que se aprenda a conviver num mundo pluralista e se respeite e defenda a humanidade no seu conjunto.
É necessário a existência de valores interculturais para podermos viver em conjunto, isto é, chegarmos a consenso e a um conjunto de valores universalmente respeitados, tais como a tolerância, a aceitação e o respeito mútuos.
Seus opositores defendem que, quando adotado na prática, o interculturalismo pode ser danoso às sociedades e particularmente nocivo às culturas nativas.